# 謝源
謝源（1479年—？），字士潔，福建福州府懷安縣人，官籍，明朝政治人物。

## 生平
正德五年（1510年）庚午科福建鄉試第六十二名舉人。正德六年（1511年）聯捷辛未科會試第六十九名，登第三甲第一百六十五名進士。九年任庐陵县知县，十一年十月选授南京云南道試御史，奉命两广清军，十四年宁王朱宸濠反叛，经过吉安，被王守仁留在幕府參謀軍事。後復除浙江道御史，以考察调外任。

## 家族
曾祖謝德安；祖父謝銘，封兵科給事中；父謝琮，曾任□。嫡母陳氏；生母商氏。